# Слонимер, Борис Михайлович
Борис Михайлович Слонимер (при рождении Бо́рух Мо́вшевич-Си́мхович Сло́нимер; 9 (22) ноября 1901, Одесса — 1980, Москва) — советский учёный и военный инженер-химик, организатор производства вооружения и боеприпасов, руководитель Реактивного института с 1937 по 1940 год, один из руководителей работ по созданию реактивных миномётов «Катюша», Герой Социалистического Труда (1991).

## Биография
Родился 9 ноября (по старому стилю) 1901 года в Одессе в семье мелитопольского мещанина, запасного ефрейтора Мойше-Симхи Зусевича Слонимера (1870—?) и Рухл (Рухель) Фишелевны Слонимер (в девичестве Бриль, 1877—?), дочери отставного солдата, заключивших брак там же 1 декабря 1896 года. 
В период с 1936 по 1939 год военный инженер Слонимер занимал пост технического эксперта и советника Испанской Республики по производству боеприпасов и вооружения. 30 октября 1937 года с поста директора Реактивного научно-исследовательского института (РНИИ, НИИ № 3) был снят Иван Клеймёнов, вместо него наркомат прислал вернувшегося из Испании Бориса Слонимера, который вступил в должность начальника института 14 октября и занимал её до ноября 1940 года (по другим данным до конца 1939 года).
Указом Президента СССР Михаила Горбачёва от 21 июня 1991 года Борису Михайловичу Слонимеру в составе тех, кто работал над созданием «Катюш»: Иван Терентьевич Клеймёнов, Георгий Эрихович Лангемак, Василий Николаевич Лужин, Борис Сергеевич Петропавловский и Николай Иванович Тихомиров, посмертно было присвоено звание Героев Социалистического Труда.